# Czernichów (gemeente in powiat Żywiecki)
De gemeente Czernichów is een landgemeente in het Poolse woiwodschap Silezië, in powiat Żywiecki.
De zetel van de gemeente is in Tresnej.
Op 30 juni 2004 telde de gemeente 6483 inwoners.

## Oppervlakte gegevens
In 2002 bedroeg de totale oppervlakte van gemeente Czernichów 56,26 km², waarvan:
- agrarisch gebied: 22%
- bossen: 61%

De gemeente beslaat 5,41% van de totale oppervlakte van de powiat.

## Demografie
Stand op 30 juni 2004:
| Omschrijving                   | Totaal | Totaal | Vrouwen | Vrouwen | Mannen | Mannen |
| ------------------------------ | ------ | ------ | ------- | ------- | ------ | ------ |
| eenheid                        | aantal | %      | aantal  | %       | aantal | %      |
| inwoners                       | 6483   | 100    | 3320    | 51,2    | 3163   | 48,8   |
| bevolkingsdichtheid (inw./km²) | 115,2  | 115,2  | 59      | 59      | 56,2   | 56,2   |

In 2002 bedroeg het gemiddelde inkomen per inwoner 1888,72 zł.

## Plaatsen in gemeente Czernichów
- Czernichów (Silezië)
- Międzybrodzie Bialskie
- Międzybrodzie Żywieckie
- Tresna

## Aangrenzende gemeenten
Bielsko-Biała, Kozy, Łękawica, Łodygowice, Porąbka, Wilkowice, Żywiec